# 三式艦上戰鬥機
三式艦上戰鬥機，編號「A1N」是大日本帝國海軍的單座型艦載戰鬥機。

## 研發簡介
1926年日本海軍宣佈需要十式戰鬥機的後繼機種，當時中島飛機、三菱重工業和愛知都參與了投標。日本海軍的要求為：性能比十式戰鬥機好、若掉進大海的話飛機可以漂浮。因此三菱和愛知的設計都加上了漂浮和防水，唯獨中島的設計認為這會對飛行性能產生壞影響，中島的設計是英國鬥雞式戰鬥機仿製品，就連其風冷發動機都是仿製自英國木星6型（420匹馬力）。在貨比三家後，日本海軍認為中島的設計空戰能力最強，進而宣布將之命名為A1N三式艦上戰鬥機，簡稱「三式艦戰」，在宮崎駿的動畫作品風起中的鳳翔號航空母艦上有起飛失敗落海的片段畫面。

## 主要機型
- A1N1三式一號

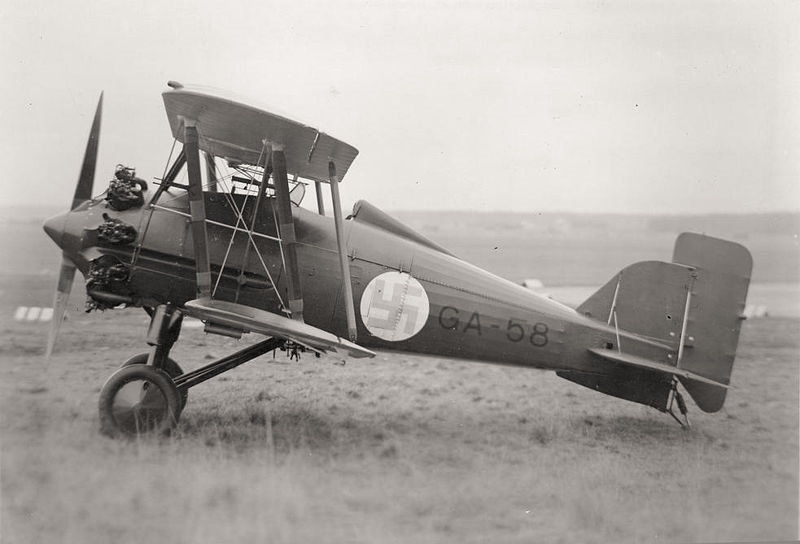
芬蘭空軍的英國製鬥雞式戰鬥機

三式艦上戰鬥機的早期型，可說完全是英國鬥雞式戰鬥機的翻版，此型生產了50架。
- A1N2三式二號

改用布里斯托木星VII（450匹馬力）和金屬製兩葉螺旋槳。

## 基本資料
A1N2三式二號
- 機長:6.49米
- 翼展:9.68米
- 機高:3.3米
- 空重:882公斤
- 載重:1,375公斤
- 最快時速:241公里/小時
- 航程:370公里
- 昇限:7,000米

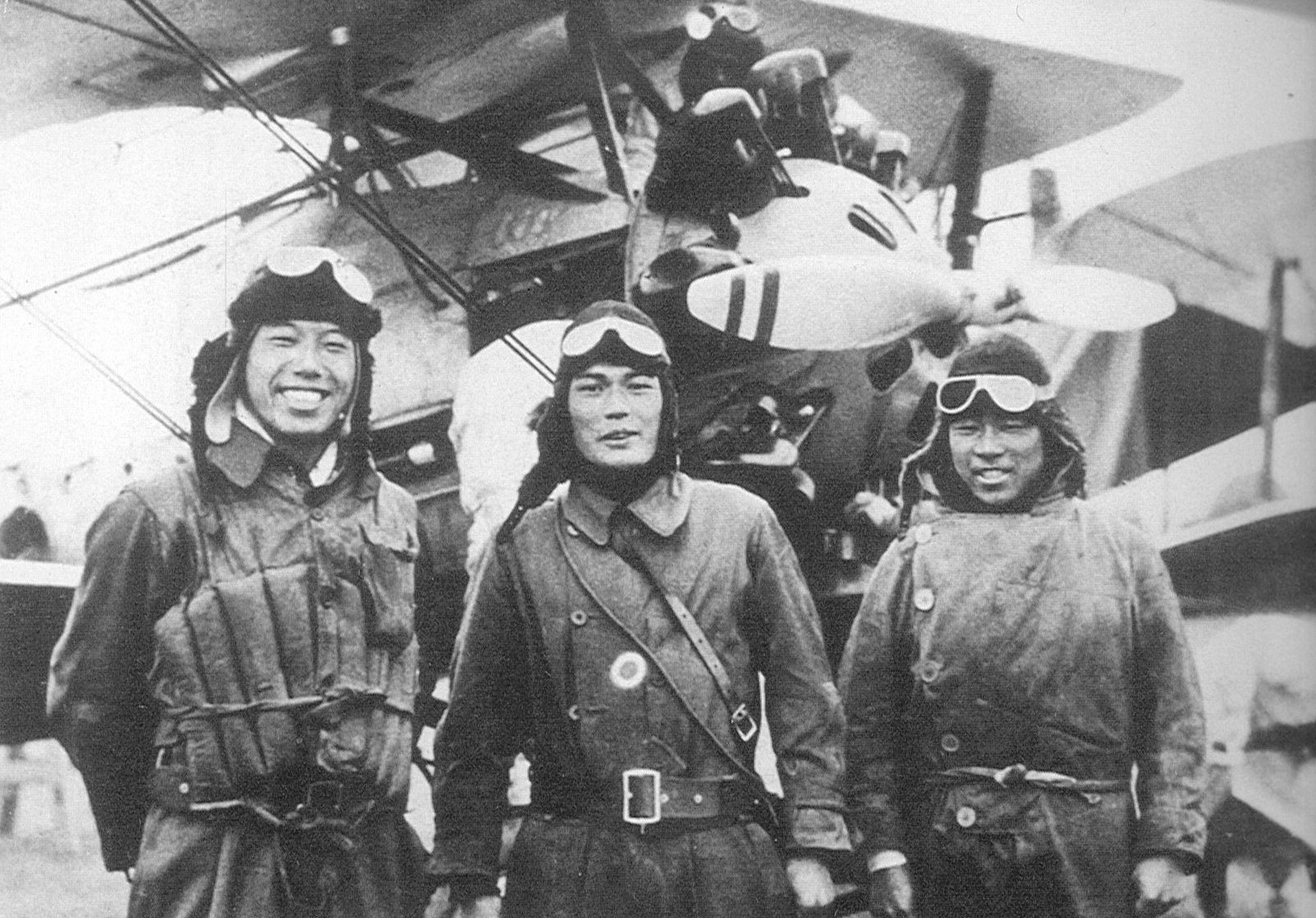
一二八事變時駕駛三式艦戰的日軍飛行員

- 爬昇能力:由平地到3,000米高空需時6分10秒
- 發動機:一部布里斯托木星VII（450匹馬力）
- 武裝:機頭兩支7.7毫米口徑機槍

## 實戰
1932年爆發一二八上海事變，日本派出鳳翔號和加賀號兩艘航空母艦到上海參戰；2月5日，兩艘航空母艦派出艦上攻擊機在三式艦戰的護航下轟炸上海，三式艦戰雖曾和中國空軍交戰但並無擊落中國戰機。
2月19日，美國飛行員蕭特駕駛著波音P-12戰鬥機去攻擊由所茂八郎駕駛的三式艦上戰鬥機，蕭特把它打傷後揚長而去；2月22日在蘇州上空，蕭特再遇上三架日軍三式艦上戰鬥機和三架十三式艦上攻擊機，蕭特的P-12輕易避開日軍三式艦戰的攻擊並擊斃一架十三艦攻的機長、打傷後部機槍手，雖然蕭特的P-12最後仍寡不敵眾被日軍三式艦戰擊落，但已證明了P-12比日軍現有的三式艦戰優勝，於是日本海軍加速以九O式艦上戰鬥機取代三式艦戰。